# Luke Johnson (Tennisspieler)
Luke Johnson (* 18. März 1994 in Leeds) ist ein britischer Tennisspieler aus England.

## Karriere
Johnson spielte auf der Junior Tour nur wenige Matches. Nach Beendigung der Schule begann er 2012 ein Studium an der University of Florida, wo er ein Jahr studierte und College Tennis spielte. 2013 wechselte er an die Clemson University, wo er seinen Abschluss machte.
2017 stieg er in den regelmäßigen Profi-Turnierbetrieb auf der ITF Future Tour ein und konnte besonders im Doppel schnell Erfolge feiern. Mit drei Futuretiteln und etlichen Finals schloss er im Doppel auf Rang 386 der Weltrangliste ab; im Einzel stand er auf Rang 908. 2018 konnte er im Einzel dreimal ein Future-Halbfinale erreichen und sich bis zum Jahresende auf Platz 770 verbessern. Im Doppel gewann er vier Futures und nahm erstmals an einigen Challengers teil. Hier steigerte er sich auf Platz 339. 2019 erzielte er ähnliche Ergebnisse wie im Vorjahr und gewann im Doppel fünf weitere Futures. Das Highlight der Saison wurde für Johnson die Teilnahme am Grand-Slam-Turnier in Wimbledon. An der Seite von Evan Hoyt unterlagen sie dort der Paarung Nicholas Monroe/Mischa Zverev in drei Sätzen.

## Erfolge
| Legende (Anzahl der Siege) |
| Grand Slam                 |
| ATP Finals                 |
| ATP Tour Masters 1000      |
| ATP Tour 500 (1)           |
| ATP Tour 250 (2)           |
| ATP Challenger Tour (13)   |

| ATP-Titel nach Belag |
| Hartplatz (2)        |
| Sand (1)             |
| Rasen (0)            |

### Doppel

#### Turniersiege

##### ATP World Tour
| Nr. | Datum            | Turnier   | Belag         | Partner       | Finalgegner                           | Ergebnis          |
| --- | ---------------- | --------- | ------------- | ------------- | ------------------------------------- | ----------------- |
| 1.  | 9. November 2024 | Metz      | Hartplatz (i) | Sander Arends | Pierre-Hugues Herbert Albano Olivetti | 6:4, 3:6, [10:3]  |
| 2.  | 5. Januar 2025   | Hongkong  | Hartplatz     | Sander Arends | Karen Chatschanow Andrei Rubljow      | 7:5, 4:6, [10:7]  |
| 3.  | 20. April 2025   | Barcelona | Sand          | Sander Arends | Joe Salisbury Neal Skupski            | 6:3, 6:71, [10:6] |

##### ATP Challenger Tour
| Nr. | Datum              | Turnier                    | Belag         | Partner          | Finalgegner                                         | Ergebnis          |
| --- | ------------------ | -------------------------- | ------------- | ---------------- | --------------------------------------------------- | ----------------- |
| 1.  | 25. Februar 2023   | Rome                       | Hartplatz (i) | Sem Verbeek      | Gabriel Décamps Alex Rybakov                        | 6:2, 6:2          |
| 2.  | 20. Mai 2023       | Oeiras                     | Sand          | Sem Verbeek      | Jaime Faria Henrique Rocha                          | 6:76, 7:5, [10:6] |
| 3.  | 9. September 2023  | Istanbul                   | Hartplatz     | Skander Mansouri | Sander Arends Aisam-ul-Haq Qureshi                  | 7:63, 6:3         |
| 4.  | 30. September 2023 | Charleston                 | Hartplatz     | Skander Mansouri | Nicholas Bybel Oliver Crawford                      | 6:4, 6:4          |
| 5.  | 7. Oktober 2023    | Tiburon                    | Hartplatz     | Skander Mansouri | William Blumberg Luis David Martínez                | 6:2, 6:3          |
| 6.  | 20. Januar 2024    | Nonthaburi                 | Hartplatz     | Skander Mansouri | Rithvik Choudary Bollipalli Niki Kaliyanda Poonacha | 7:5, 6:4          |
| 7.  | 28. Januar 2024    | Ottignies-Louvain-la-Neuve | Hartplatz (i) | Skander Mansouri | Sander Arends Sem Verbeek                           | 7:5, 6:3          |
| 8.  | 27. April 2024     | Rom                        | Sand          | Skander Mansouri | Lorenzo Rottoli Samuel Vincent Ruggeri              | 6:2, 6:4          |
| 9.  | 5. Mai 2024        | Aix-en-Provence            | Sand          | Skander Mansouri | Diego Hidalgo Cristian Rodríguez                    | 6:3, 6:3          |
| 10. | 3. August 2024     | Porto                      | Hartplatz     | Sander Arends    | Joshua Paris Ramkumar Ramanathan                    | 6:3, 6:2          |
| 11. | 22. September 2024 | Saint-Tropez               | Hartplatz     | Sander Arends    | André Göransson Sem Verbeek                         | 3:6, 6:3, [10:4]  |
| 12. | 16. November 2024  | Lyon                       | Hartplatz (i) | Lucas Miedler    | Sergio Martos Gornés David Pichler                  | 6:1, 6:2          |
| 13. | 12. April 2025     | Monza                      | Sand          | Sander Arends    | Filippo Romano Jacopo Vasamì                        | 6:1, 6:1          |